# Ставок (Ковельский район)
Ставок (укр. Ставок) — село в Турийской поселковой общине Ковельского района Волынской области Украины.
До 2020 года входило в Турийский район.
Код КОАТУУ — 0725581705. Население по переписи 2001 года составляет 126 человек. Почтовый индекс — 44813. Телефонный код — 3363. Занимает площадь 0,759 км².